# Eric Bransby Williams
Eric Bransby Williams (1900 – 1994) foi um ator britânico, que atuou em filmes mudos entre 1924 e 1932. Ele foi o filho do comediante Bransby Williams (1870–1961).

## Filmografia selecionada
- His Grace Gives Notice (1924)
- The Presumption of Stanley Hay, MP (1925)
- The Gold Cure (1925)
- Confessions (1925)
- The Secret Kingdom (1925)
- The Wonderful Wooing (1925)
- Pearl of the South Seas (1926)
- Easy Virtue (1928)
- Troublesome Wives (1928)
- The Hellcat (1928)
- Little Miss London (1929)
- When Knights Were Bold (1929)
- The Wonderful Story (1932)